# Proračunska shema konstrukcije
Proračunska shema konstrukcije (tradicijski kraće : "konstrukcija") jest prikaz konstrukcije. U njoj su zanemarena brojna obilježja konstrukcije ali usprkos tome dostatno vjerno oslikava stvarno ponašanje konstrukcije pod opterećenjem i ostalim djelovanjima. Složenost sheme ovisi o zahtijevanoj točnosti proračuna.